# La Corona
La Corona este o arie protejată (arie specială de conservare — SAC, sit de importanță comunitară — SCI) din Spania întinsă pe o suprafață de 2.602,4 ha, integral pe uscat.

## Localizare
Centrul sitului La Corona este situat la coordonatele 29°10′53″N 13°26′56″W / 29.1814°N 13.4488°V.

## Înființare
Situl La Corona a fost declarat sit de importanță comunitară în octombrie 1999 pentru a proteja 1 specie de plante și 1 specie de animale. Situl a fost protejat și ca arie specială de conservare în ianuarie 2010.

## Biodiversitate
Situată în ecoregiunea , aria protejată conține 7 habitate naturale: Dune mobile cu vegetație embrionară, Peșteri marine scufundate complet sau parțial, Tufărișuri termo-mediteraneene și de pre-deșert, Câmpuri de lavă și excavații naturale, Tufărișuri halofile mediteraneene și termo-atlantice (Sarcocornetea fruticosi), Dune mobile de-a lungul țărmului cu Ammophila arenaria („dune albe”), Dune de coastă fixe cu vegetație erbacee („dune gri”).
La baza desemnării sitului se află mai multe specii protejate:
- plante (1): Helichrysum gossypinum
- reptile (1): Chalcides simonyi